# Železniční trať Ústí nad Labem – Velké Březno – Děčín
Železniční trať Ústí nad Labem – Velké Březno – Děčín (v jízdním řádu pro cestující označená číslem 073). Trať vede ze stanice Ústí nad Labem-Střekov do Děčína po pravém břehu řeky Labe. Převážně jde o dvoukolejnou elektrizovanou trať, pouze úseky Děčín východ dolní nádraží – Děčín-Prostřední Žleb a Děčín východ horní nádraží – Děčín hl. n. jsou jednokolejné. Trať je součástí celostátní dráhy, nacházejí se na ní dva tunely.

## Historie
List povolení Františka Josefa I. ze dne 25. června 1870 udělil koncesionářům právo ke stavbě a užívání železnice lokomotivní (kromě jiných drah) z Nymburka k hranicím říšským u Děčína. Koncesionáři zavazují se, že počnou stavěti v šesti měsících a dokonají stavbu i zavedou veřejnou jízdu po ní ve čtyřech létech.
Dráhu vlastnila a provozovala společnost Rakouská severozápadní dráha od října 1874 až do svého zestátnění 1. 1. 1908. Poté připadla k provozování státní kkStB.
Elektrizace trati proběhla v letech 1962–1963. Vlečka do přístavu v Děčíně byla otevřena v roce 1893.

## Provoz na trati
V roce 1900 byly podle tehdejšího jízdního řádu v provozu tyto stanice: Střekov, Svadov, Valtíře, Velké Březno, Malé Březno, Přerov, Těchlovice, Jakuben, Nebočany, Křišvice, Ves St. město, Děčín
| období jízdního řádu                      | číslo tratě a celkový rozsah tratě    | počet vlaků (v části tratě)           |
| ----------------------------------------- | ------------------------------------- | ------------------------------------- |
| 1900                                      | 42 Vídeň – Praha – Děčín              | 2 R + 4 Os Střekov – Děčín            |
| 1921 léto                                 | 121 Praha – Všetaty-Přívory – Děčín   | 1 R + 6 Os Střekov – Děčín            |
| 1928/29 zima                              | 74 Praha – Děčín                      | 1 R + 8 Os Střekov – Děčín            |
| 1937/38 zima                              | 110 Praha – Děčín                     | 14 Os Střekov – Děčín                 |
| 1944/45                                   | 162g Liboch – Tetschen                | 7 Os Aussig-Schreckenstein – Tetschen |
| 1945/46                                   | 6b (Praha –) Všetaty – Mělník – Děčín | 1 R + 7 Os Střekov – Děčín            |
| 1959/60                                   | 7b Lysá nad Labem – Všetaty – Děčín   | 1 R + 9 Os Ústí n. L.-Střekov – Děčín |
| 1988/89                                   | 072 Lysá nad Labem – Všetaty – Děčín  | 7 Os                                  |
| 2002/03                                   | 073 Ústí nad Labem-Střekov – Děčín    | 1 R + 12 Os                           |
| 2012/13                                   | 073 Ústí nad Labem – Děčín            | 7 Os                                  |
| Vysvětlivky R – rychlík, Os – osobní vlak |                                       |                                       |

Dnes[kdy?] jsou na trati provozovány pouze zastávkové osobní vlaky, jezdící z Děčína na Střekov a zpět (některé spoje v pracovní dny až do Litoměřic). Dálková osobní doprava je vedená po koridorové trati na levém břehu a po této trati projíždí pouze při mimořádnostech. Větší význam má trať po stránce nákladní dopravy, jsou tudy vedeny téměř veškeré kontejnerové vlaky ze západoevropských přístavů, směřující do terminálu v České Třebové či dál na Slovensko a do Maďarska. Taktéž tuto trať využívají různé tranzitní vlaky se silničními návěsy, soupravy s uhlím z dolu Profen pro Elektrárnu Opatovice a další.[zdroj?]
V roce 2019 převzala osobní provoz na trati od Českých drah společnost RegioJet.

## Navazující tratě

### Ústí nad Labem-Střekov
- Železniční trať Lysá nad Labem – Ústí nad Labem

### Velké Březno
- Zubrnická museální železnice (oficiálně vedená jako vlečka)

### Děčín východ horní nádraží
- Železniční trať Děčín–Rumburk

## Stanice a zastávky

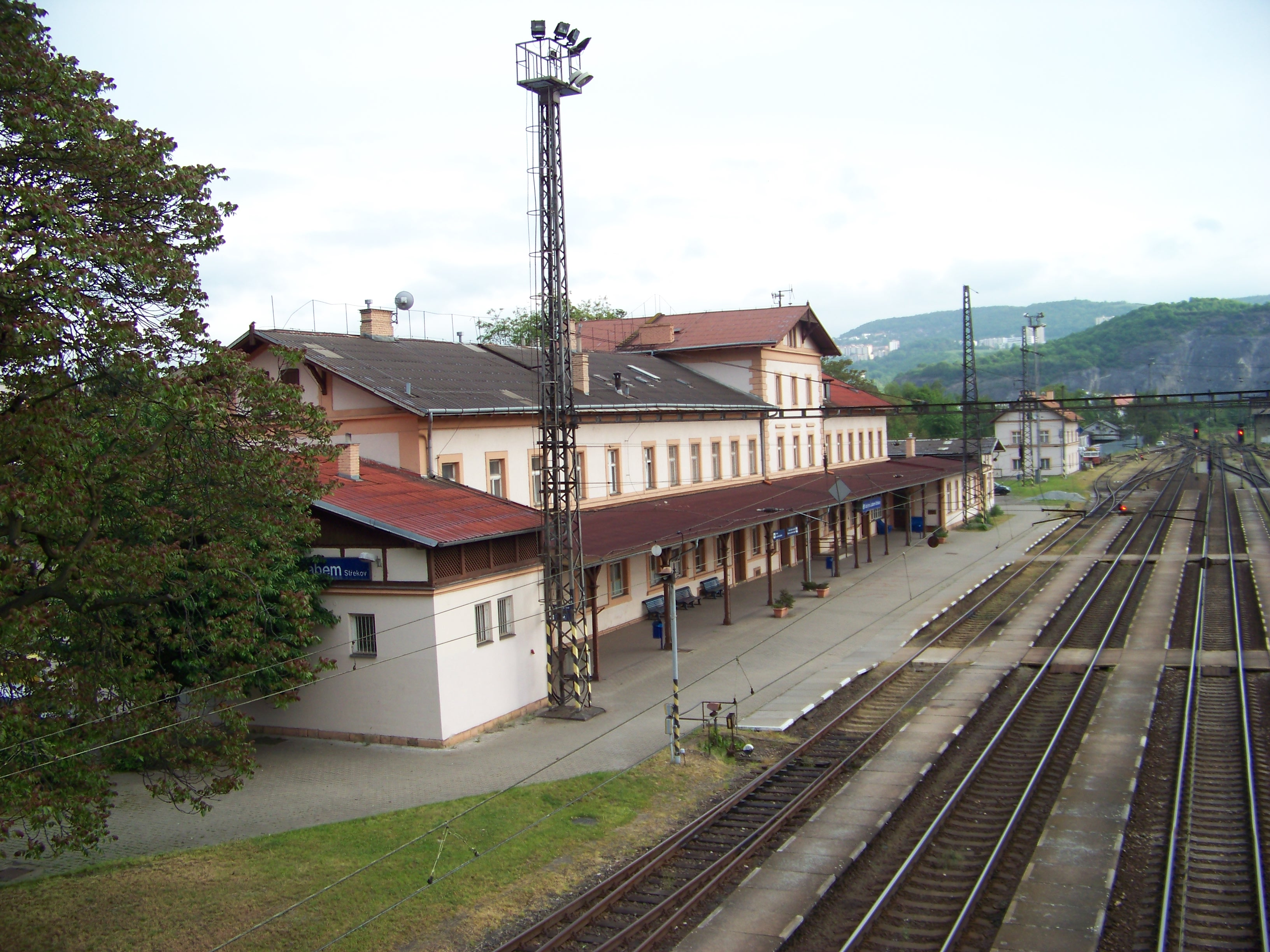
Ústí nad Labem-Střekov
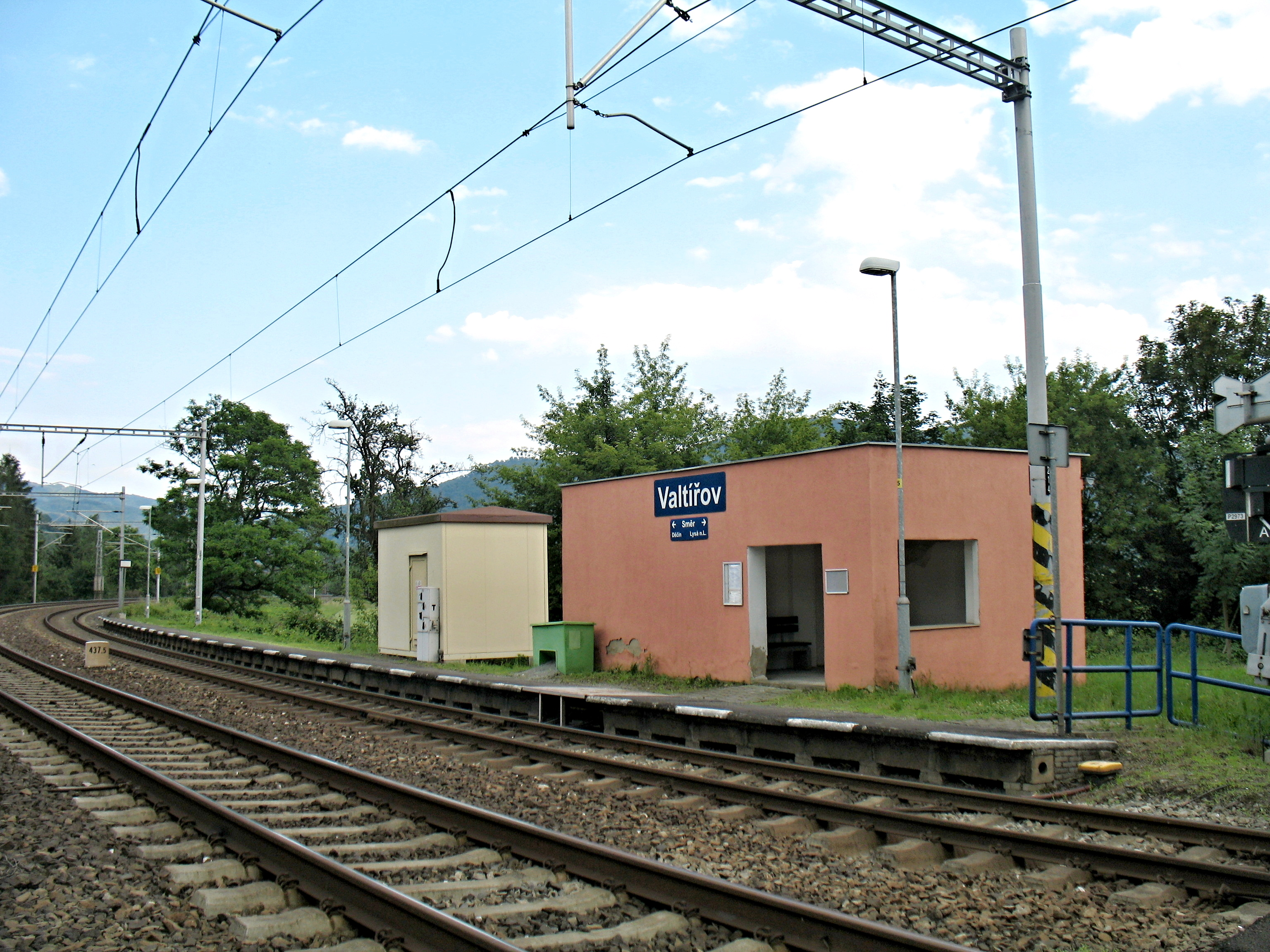
Valtířov
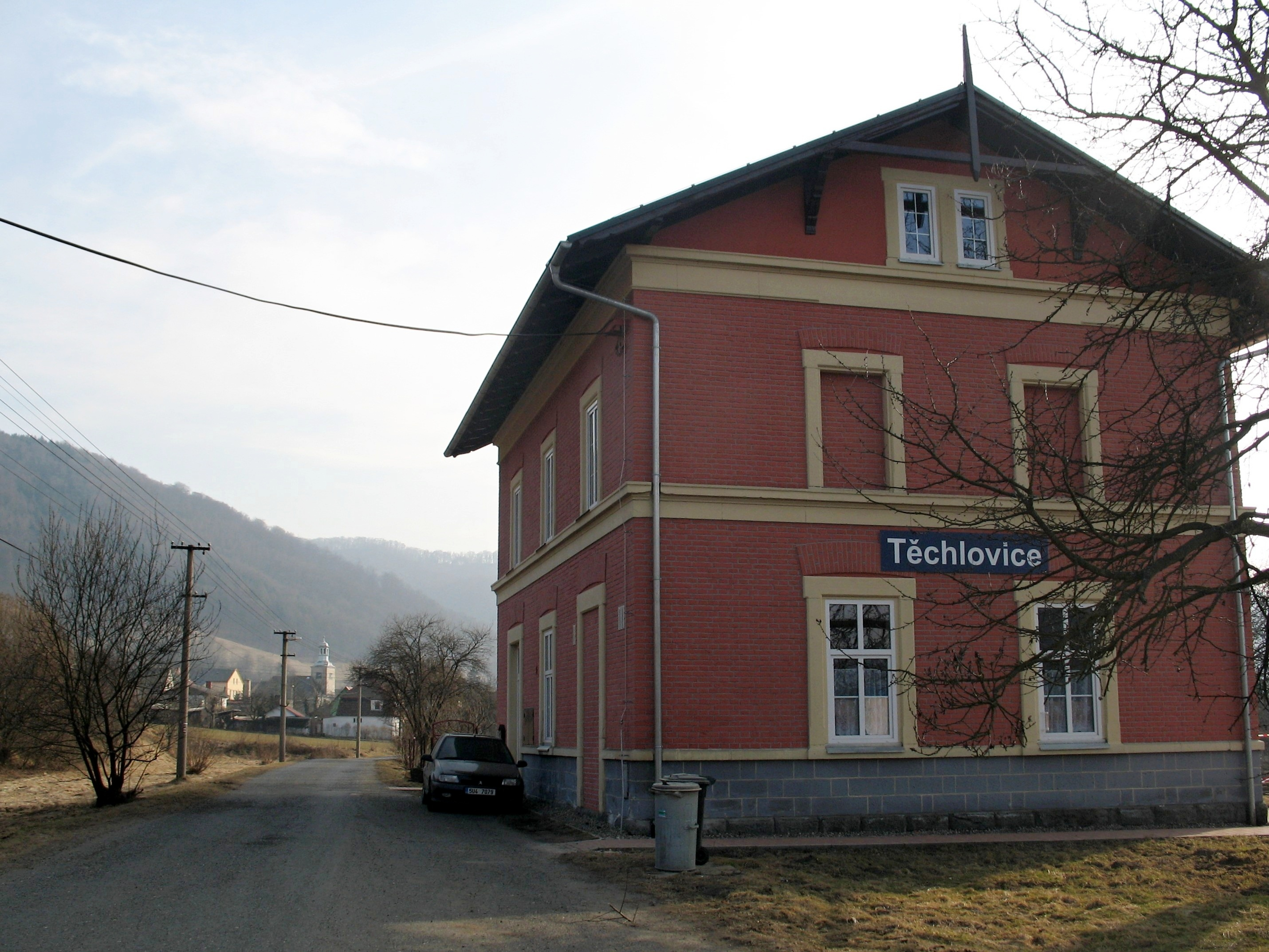
Těchlovice
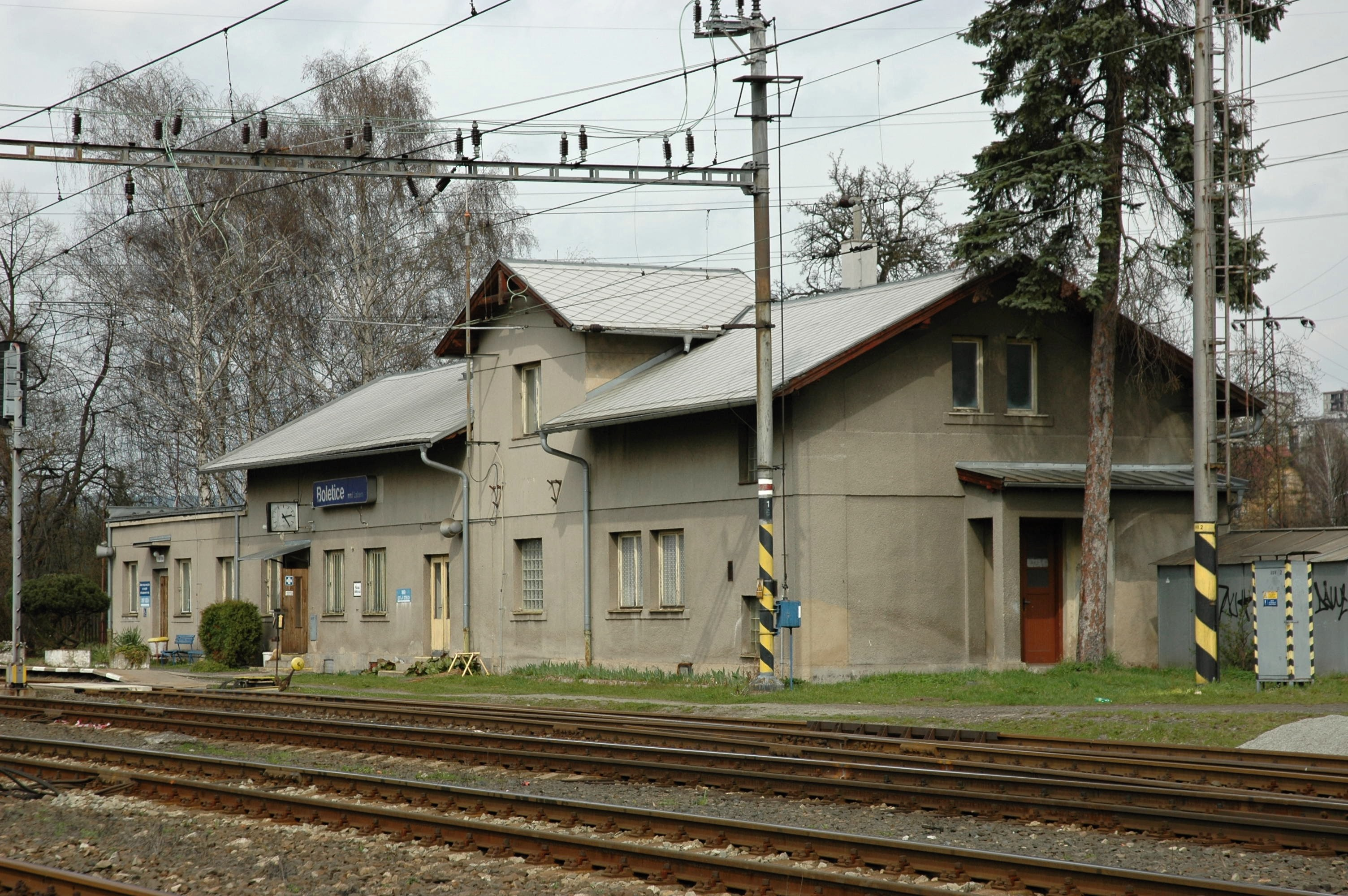
Boletice nad Labem
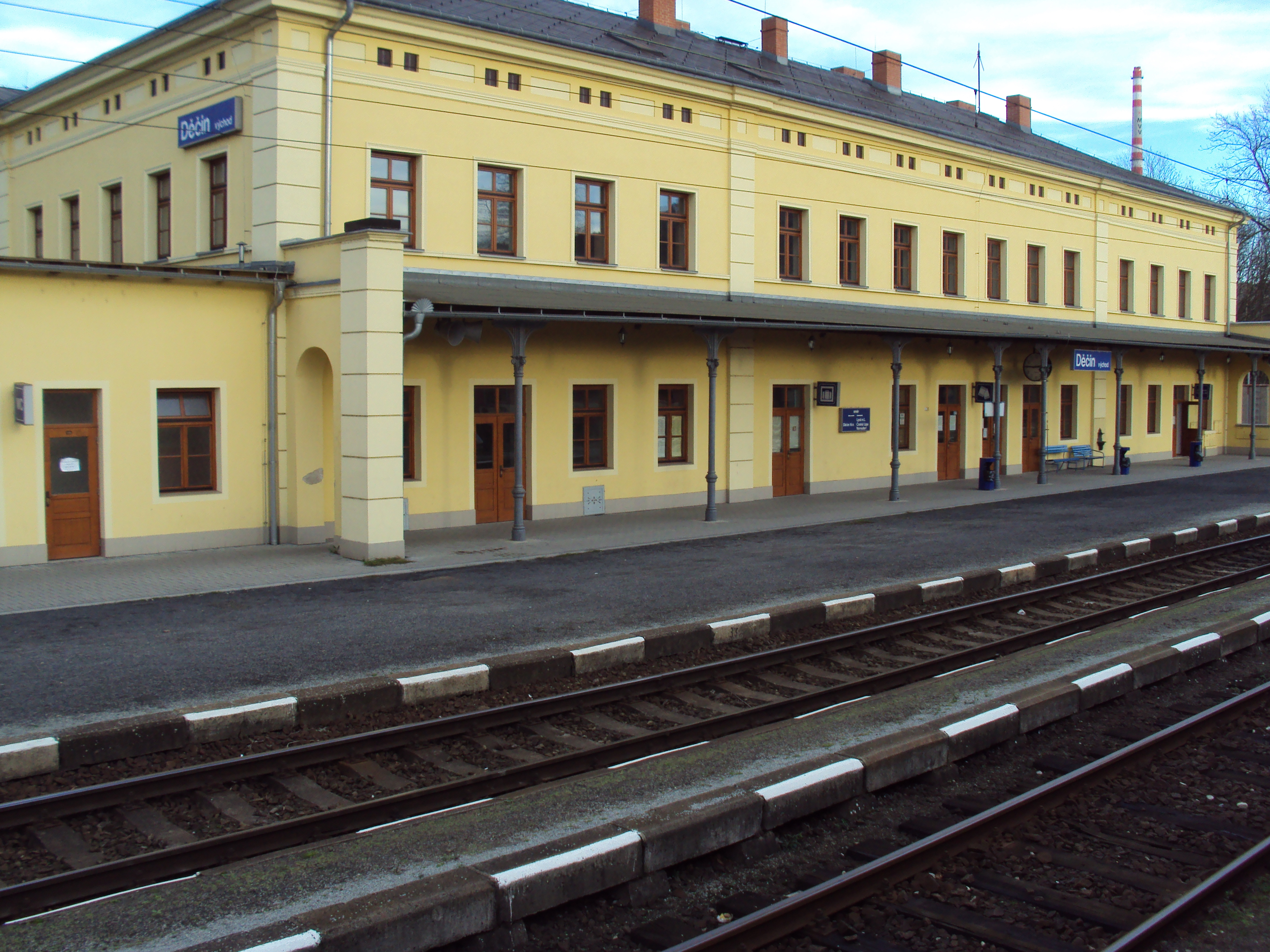
Děčín východ
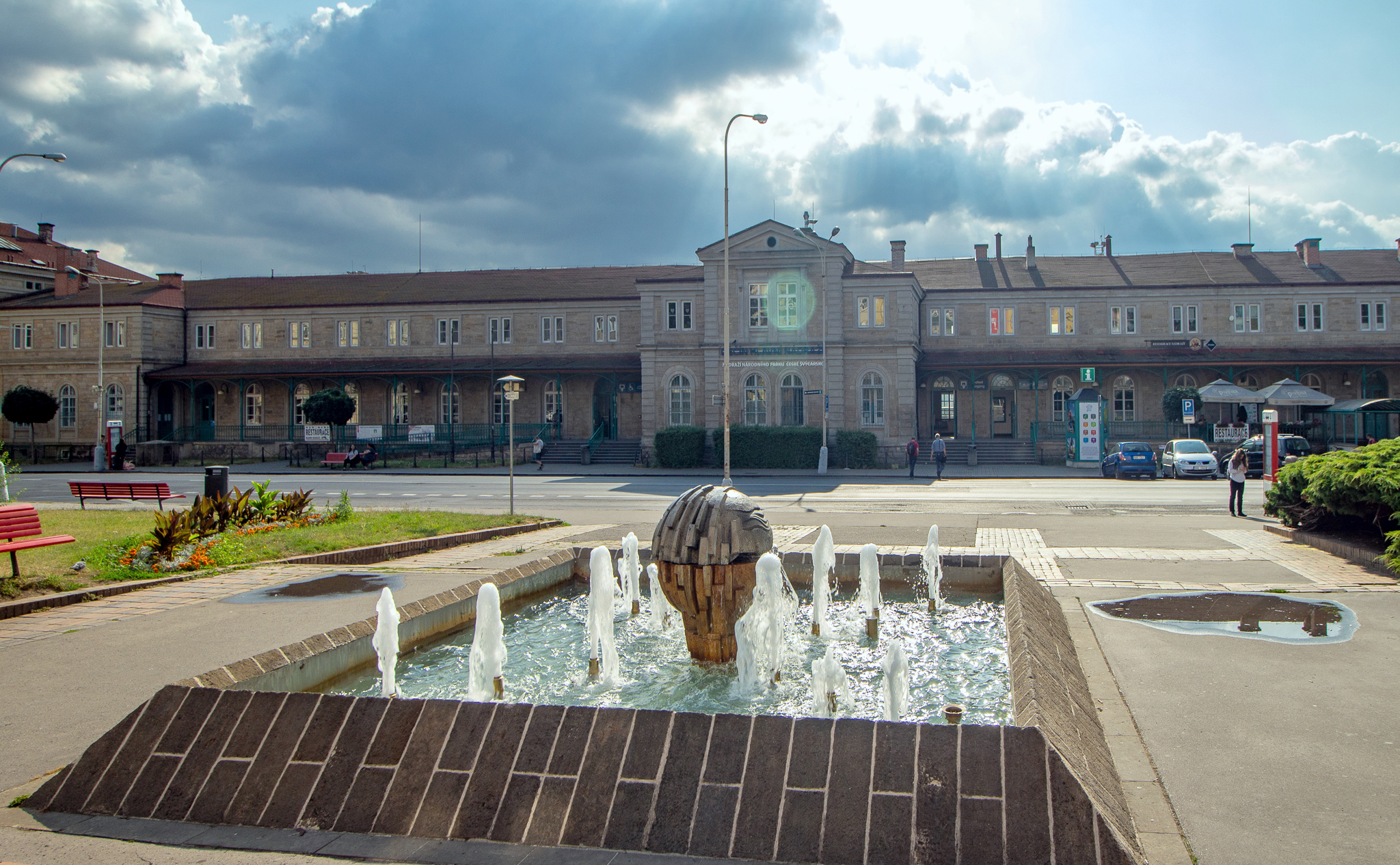
Děčín hlavní nádraží